# Maison romane (Provins)

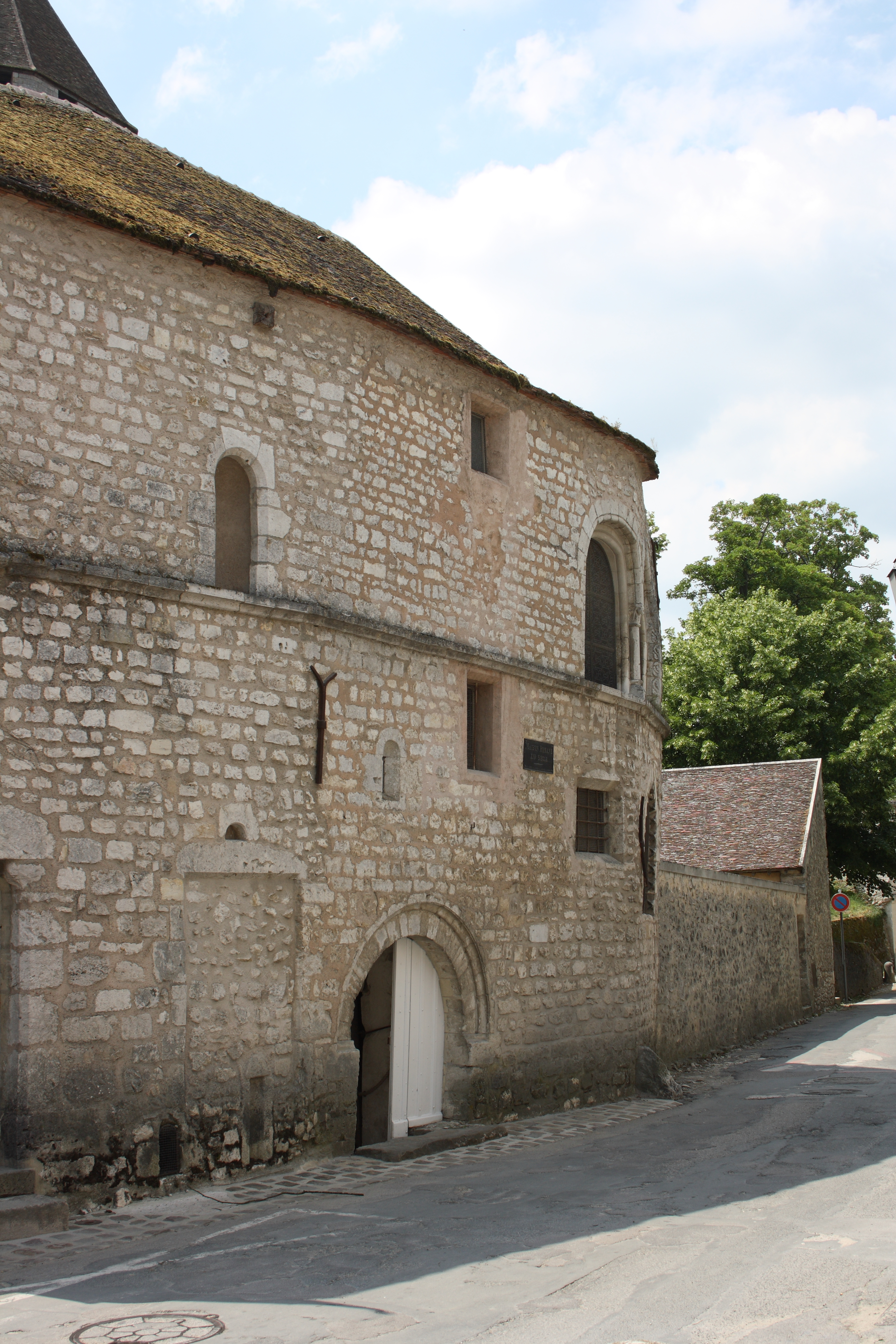
Maison romane in Provins

Das Maison romane in Provins, einer Stadt im Département Seine-et-Marne in der Region Île-de-France, ist ein romanisches Haus aus dem 12. Jahrhundert. Seit 1941 ist es ein Kulturdenkmal (Monument historique) und steht unter Denkmalschutz.

## Geschichte
Das aus Kalkstein gebaute Maison romane befindet sich 12, rue du Palais. Im Mittelalter befand sich hier das Judenviertel, weshalb angenommen wird, dass in dem Haus die Synagoge oder eine jüdische Schule sich befunden haben könnte. Im 14. Jahrhundert war das Haus im Besitz von Pierre d’Orgemont, einem konvertierten Juden. Nachdem in der Neuzeit das Gebäude lange Zeit als Schule genutzt worden war, kam es 1950 in den Besitz der Société d’Histoire et d’Archéologie de L’Arrondissement de Provins, die darin ein regionales Museum („Musée du Provinois“) einrichtete.

## Architektur
Das Haus mit Rundbogenfenstern besitzt einen großen Gewölbekeller. Eine oktogonale Säule aus dem 12. Jahrhundert ist noch erhalten geblieben.